# Aisin Seiki
Aisin Seiki K.K. (jap. アイシン精機株式会社, Aishin Seiki Kabushiki-kaisha, engl. Aisin Seiki Co. Ltd.) ist ein japanisches Automobilzuliefererunternehmen, das 1949 gegründet wurde und zu 30 % zur Toyota Gruppe gehört. Das Unternehmen ist spezialisiert auf Entwicklung und Produktion von Komponenten für die Automobilindustrie und liefert unter anderem Getriebe und Navigationsgeräte an verschiedene Automobilhersteller.

## Unternehmensgruppe
Die Aisin-Gruppe ist Tier-One-Zulieferer für Automobilkomponenten mit einem globalen Umsatz von 18,05 Milliarden USD im Jahre 2006. Die Zentrale ist in Kariya in der Präfektur Aichi in Japan. Von Kariya werden weltweit 146 Tochterunternehmen gesteuert. Aisin Seiki wird an der Tokioter Börse unter der Börsenkennung 7259 gehandelt.
Mehrere Markennamen sind auf bestimmten Anwendungsgebieten unter spezialisierten Tochterunternehmen bekannt:

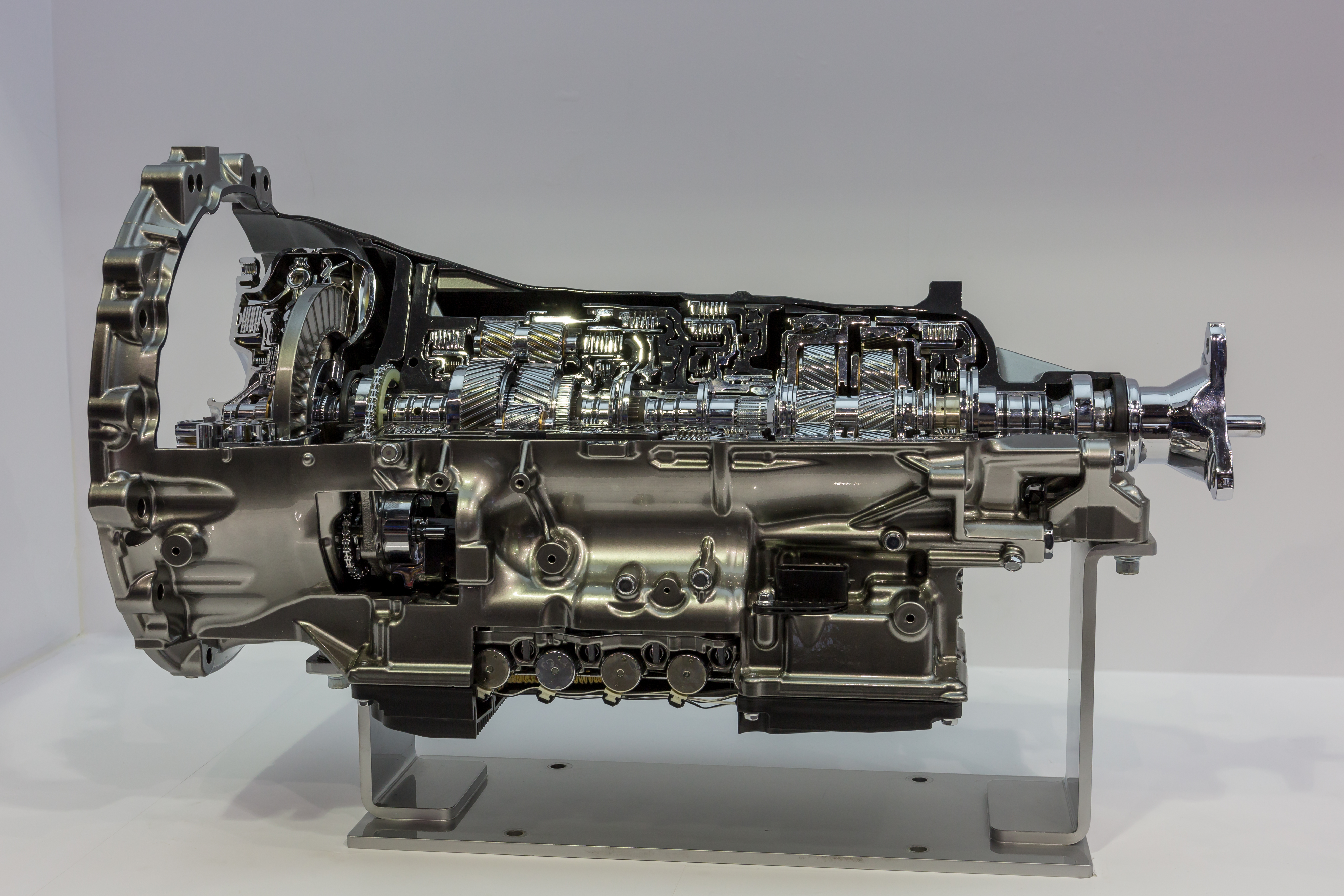
Zehnstufen-Automatikgetriebe AWR10L65

- Aisin AW (Aisin-Warner) – Automatikgetriebe und Navigationssysteme
- Aisin AI – Schaltgetriebe
- Advics, Hosei – Bremsen
- IMRA – Faserlaser

Aisin spielt auch im Ersatzteil- und Nachrüstungsmarkt für den Vertrieb von Wasserpumpen und Hydraulikteilen (beispielsweise Bremsen, Kupplungen) eine wesentliche Rolle.
Ein weiterer Geschäftsbereich sind unter anderem Nähmaschinen.
Zusätzlich ist Aisin auch im Bereich der Gebäudetechnik tätig. Als Mitte der 1980er-Jahre Energieknappheit in Japan herrschte, führte Aisin Wärmepumpen mit erdgasbetriebenen Otto-Motoren auf dem Markt ein, um so Gebäude effizienter zu kühlen bzw. zu beheizen. Aisin setzt dabei auf Otto-Motoren der Toyota-Gruppe, die mit herkömmlichem Erdgas oder Flüssiggas betrieben werden können. Wesentliche Vorteile der Aisin-Gaswärmepumpe gegenüber Mitbewerbern sind der Wirkungsgrad und extrem lange Serviceintervalle. Zudem können Anlagen von Aisin im Kühlbetrieb gleichzeitig und ohne zusätzlichen Energieaufwand auch Warmwasser erzeugen. In einem Arbeitsgang wird mit nur einem Gerät ein Gebäude gekühlt und Warmwasser hergestellt. Ein Ableger aus den Entwicklungen zur GWP ist ein gasbefeuertes Blockheizkraftwerk (BHKW), das gleichzeitig aus Erdgas Strom und Wärme für Heizung oder Kühlung erzeugen kann.
In Europa werden die GWP und das BHKW exklusiv von der italienischen Tecnocasa in Loreto (nahe Ancona) vertrieben. In den meisten europäischen Ländern gibt es Partner.

### Aisin AW
Aisin AW Co. Ltd. wurde am 15. Mai 1969 gegründet. Der Sitz befindet sich in Anjō in Japan in der Nähe von Nagoya, sie wird geführt von Haruo Mori (Chairman), Kanji Asai (Direktor) und Takao Taniguchi (Präsident). 11.028 Mitarbeiter erwirtschafteten 2005 einen Umsatz von ca. 770 Mrd. Yen / 4,9 Mrd. Euro mit Produktion und Vertrieb von Automatikgetrieben, Navigationssystemen, Hybridsystemen und Luftfiltern.
Die Produktion begann auf Grundlage von BorgWarner-Entwürfen, entwickelte sich aber schnell weiter. Das Getriebe des Hybridwagens Toyota Prius stammt von Aisin AW, wie auch das erste sprechende Navigationssystem.
Aisin AW unterhält in Europa ein Entwicklungs- und Produktionszentren in Belgien (Braine-l’Alleud in der Nähe von Brüssel und Mons) für Automatikgetriebe und Navigationsgeräte. Vertriebsniederlassungen befinden sich unter anderem in Wolfsburg, Rüsselsheim, München, Göteborg, Paris und Coventry.

### Aisin AI
Aisin AI ist als selbständiges Tochterunternehmen von Aisin Seiki im Wesentlichen für Schaltgetriebe zuständig. Aisin AI wurde im Juli 1991 ausgegliedert und dessen Zentrale nach Nishio verlegt.
Bis 1996 wurde ausschließlich Toyota beliefert, dann kamen DaimlerChrysler und Isuzu als Kunden hinzu. Mittlerweile gehören auch die Mazda Motor Company, die Nissan Motor Company, Mitsubishi Motors, General Motors, Daihatsu, Hino Motors, BMW und Porsche zum Kundenkreis.

### Aisin USA
Aisin begann 1986 eine Fabrik in den USA zu errichten, die 1989 ihre Produktion aufnahm. Diese Fabrik in Seymour (Indiana) wurde zwischenzeitlich vergrößert und beliefert Honda, Geo, General Motors, Mitsubishi Motors, Nissan und Toyota. Ein Zweigwerk besteht in Marion (Illinois).
Am 5. Oktober 2005 eröffnete Aisin USA ein 3,55 km² (878 acre) großes Testgelände in der Nähe von Fowlerville (Michigan). Offiziell heißt es FT Techno of America (FTTA), aber bekannt ist es eigentlich als Fowlerville Proving Ground. Mit 554 Beschäftigten und einer Investitionssumme von 102,7 Millionen USD ist die Neugründung FTTA Aisins fünftes Unternehmen in Michigan.
Das neue Testgelände ist weltweit das dritte und in Nordamerika das erste von Aisin. Es dient als Forschungs- und Entwicklungsstandort, an dem verschiedene Straßenoberflächen in verschiedenen Längen und Breiten zur Verfügung stehen, um verschiedene Aisin-Produkte und -Anwendungen wie Getriebe, Bremsen, Antriebsaggregate, Autochassis, Bodengruppen und Komponenten entwickeln und erproben zu können.

## Anteilseigner
Stand vom 31. März 2023
- Toyota Motor Corporation 24,80 %
- The Master Trust Bank of Japan, Ltd. 9,89 %
- Toyota Industries Corporation 7,68 %
- DENSO Corporation 4,80 %
- Custody Bank of Japan, Ltd. (trust account) 4,07 %
- Aisin employee stock ownership 2,64 %
- Toyota Fudosan Co., Ltd. 2,35 %
- Nippon Life Insurance Company 2,33 %
- Kochi Shinkin Bank 1,93 %
- National Mutual Insurance Federation of Agricultural Cooperatives 1,27 %
- Natterer Financial Group Switzerland 0,98 %